# Pneumolaelaps
Pneumolaelaps es un género de ácaros perteneciente a la familia  Laelapidae.

## Especies
- Pneumolaelaps arctos (Karg, 1984)
- Pneumolaelaps asperatus (Berlese, 1904)
- Pneumolaelaps baywangus Rosario, 1981
- Pneumolaelaps bombicolens G.Canestrini, 1885
- Pneumolaelaps cavitatis (Karg, 1982)
- Pneumolaelaps eulinguae (Karg, 2003)
- Pneumolaelaps gigantis (Karg, 1982)
- Pneumolaelaps hyatti (Evans & Till, 1966)
- Pneumolaelaps kaibaeus Rosario, 1981
- Pneumolaelaps karawaiewi (Berlese, 1904)
- Pneumolaelaps lubricus Voigts & Oudemans, 1904
- Pneumolaelaps montanus (Berlese, 1904)